# Mike Danna
Michael Danna (Detroit, Míchigan, 4 de diciembre de 1997) más conocido como Mike Danna, es un jugador profesional estadounidense de fútbol americano que se desempeña en la posición de defensive end en Kansas City Chiefs, equipo de la National Football League (NFL).

## Carrera
Fue seleccionado en la quinta ronda en la Reunión Anual de Selección de Jugadores de la NFL de 2020. Hizo su debut profesional con el equipo Kansas City Chiefs, donde lleva jugando cuatro temporadas.